# La Voluntad del muerto
La Voluntad del Muerto – amerykański, hiszpańskojęzyczny film kryminalny, będący dźwiękowym remakiem niemego filmu Kot i kanarek z 1927 roku, zrealizowanego według sztuki Johna Willarda o tym samym tytule.
Film powstawał niemal równocześnie z wersją anglojęzyczną zatytułowaną The Cat Creeps. Oba filmy nie zachowały się do naszych czasów.

## Obsada
- Antonio Moreno,
- Lupita Tovar,
- Andrés de Segurola,
- Roberto E. Guzmán,
- Paul Ellis,
- Lucio Villegas,
- Agostino Borgato,
- Conchita Ballesteros,
- María Calvo,
- Soledad Jiménez.